# Dicranum sulcatum
Dicranum sulcatum är en bladmossart som beskrevs av Kindberg in Macoun 1890. Dicranum sulcatum ingår i släktet kvastmossor, och familjen Dicranaceae. Inga underarter finns listade i Catalogue of Life.